# Голден Гроув (Јужна Каролина)
Голден Гроув (енгл. Golden Grove) насељено је место без административног статуса у америчкој савезној држави Јужна Каролина.

## Демографија
По попису из 2010. године број становника је 2.467, што је 119 (5,1%) становника више него 2000. године.
| Група             | 2000.         | 2010.         |
| Белци             | 1.917 (81,6%) | 1.776 (72,0%) |
| Афроамериканци    | 374 (15,9%)   | 533 (21,6%)   |
| Азијати           | 14 (0,6%)     | 10 (0,4%)     |
| Хиспаноамериканци | 18 (0,8%)     | 94 (3,8%)     |
| Укупно            | 2.348         | 2.467         |